# Łazy (obwód brzeski)
Łazy (biał. Лазы; ros. Лозы) – wieś na Białorusi, w obwodzie brzeskim, w rejonie brzeskim, w sielsowiecie Muchawiec.
W XIX w. uroczysko Łazy Podlesie. W dwudziestoleciu międzywojennym leżały w Polsce, w województwie poleskim, w powiecie brzeskim, w gminie Kamienica Żyrowiecka. Po II wojnie światowej w granicach Związku Sowieckiego. Od 1991 w niepodległej Białorusi.